# Яхара, Хиромити

Хиромити Яхара (яп. 八原博通 Яхара Хиромити, 2 октября 1902 — 7 мая 1981) — японский военный деятель, старший штабной офицер 32-й армии ИАЯ в битве за Окинаву. Самый старший офицер из командования 32-й армии, который выжил в этой битве.

## Биография
Родился в городе Ёнаго в префектуре Тоттори. В 1923 году окончил Военную академию Императорской армии, в 1929 году — Высшую военную академию с почётным дипломом.
В 1930 году поступил на службу в отдел кадров Военного министерства. В 1933—1935 годах участвовал в программе обмена офицерами с Армией США; служил в Уилмингтоне, Бостоне, Вашингтоне. В 1935—1937 годах снова работал в отделе кадров. В 1937—1938 годах преподавал стратегию и тактику в Высшей военной академии (с перерывом на трёхмесячную командировку в Китай, в которой Яхара служил в штабе 2-й армии). В 1940 году работал японским представителем в ряде стран Юго-Восточной Азии. В 1941 году Яхара стал японским военным атташе в Бангкоке и участвовал в секретных переговорах с властями Таиланда, потом в составе 15-й армии воевал в Бирме. В 1942 году он по состоянию здоровья вынужден был вернуться в Японию и вновь занялся преподавательской деятельностью.
В 1944 году его послали на Окинаву в качестве советника от Генерального штаба, и вскоре Яхара был назначен старшим штабным офицером 32-й армии. Во время битвы за остров он был сторонником оборонительной стратегии. Понимая, что при подавляющем техническом превосходстве США победа японцев невозможна, Яхара считал, что задача защитников острова — продержаться как можно дольше и тем самым оттянуть вторжение американцев на основную территорию Японии. В то же время начальник штаба 32-й армии, генерал-лейтенант Тё, настаивал на наступательной стратегии. Командующий 32-й армией Усидзима в целом следовал плану Яхары. Однако под давлением Тё, и несмотря на убеждения Яхары, Усидзима приказал провести контратаку 4 мая 1945 — с плачевными для японцев результатами.
23 июня Усидзима и Тё покончили жизнь самоубийством, чтобы не сдаться неприятелю. Усидзима приказал Яхаре остаться в живых и доставить в Токио рапорт о битве. Яхара под видом учителя некоторое время скрывался среди гражданского населения, но 15 июля был опознан американцами и взят в плен.
В 1972 году Яхара опубликовал книгу 『沖縄決戦 - 高級参謀 の手記』 («Битва за Окинаву — воспоминания старшего штабного офицера») о битве. В 1995 году его воспоминания были переведены на английский язык.